# Різнор (Айова)
Різнор (англ. Reasnor) — місто (англ. city) в США, в окрузі Джеспер штату Айова. Населення — 152 особи (2010).

## Географія
Різнор розташований за координатами 41°34′44″ пн. ш. 93°1′22″ зх. д. / 41.57889° пн. ш. 93.02278° зх. д. (41.578854, -93.022914).  За даними Бюро перепису населення США в 2010 році місто мало площу 1,43 км², уся площа — суходіл.

## Демографія
Згідно з переписом 2010 року, у місті мешкали 152 особи в 68 домогосподарствах у складі 46 родин. Густота населення становила 106 осіб/км².  Було 78 помешкань (54/км²).
Расовий склад населення:
| - 99,3 % — білих |

До двох чи більше рас належало 0,0 %. Частка іспаномовних становила 0,7 % від усіх жителів.
За віковим діапазоном населення розподілялося таким чином: 20,4 % — особи молодші 18 років, 56,6 % — особи у віці 18—64 років, 23,0 % — особи у віці 65 років та старші. Медіана віку мешканця становила 47,0 року. На 100 осіб жіночої статі у місті припадало 94,9 чоловіків;  на 100 жінок у віці від 18 років та старших — 92,1 чоловіків також старших 18 років.
Середній дохід на одне домашнє господарство  становив 46 504 долари США (медіана — 38 750), а середній дохід на одну сім'ю — 55 211 долар (медіана — 48 438). За межею бідності перебувало 13,0 % осіб, у тому числі 5,0 % дітей у віці до 18 років та 5,1 % осіб у віці 65 років та старших.
Цивільне працевлаштоване населення становило 76 осіб. Основні галузі зайнятості: виробництво — 42,1 %, освіта, охорона здоров'я та соціальна допомога — 17,1 %, будівництво — 10,5 %, роздрібна торгівля — 5,3 %.